# Оттовілл (Огайо)
Оттовілл (англ. Ottoville) — селище (англ. village) в США, в окрузі Патнем штату Огайо. Населення — 966 осіб (2020).

## Географія
Оттовілл розташований за координатами 40°56′2″ пн. ш. 84°20′15″ зх. д. / 40.93389° пн. ш. 84.33750° зх. д. (40.933941, -84.337600).  За даними Бюро перепису населення США в 2010 році селище мало площу 2,08 км², з яких 2,07 км² — суходіл та 0,01 км² — водойми. В 2017 році площа становила 2,46 км², з яких 2,45 км² — суходіл та 0,01 км² — водойми.

## Демографія
Згідно з переписом 2010 року, у селищі мешкало 976 осіб у 392 домогосподарствах у складі 279 родин. Густота населення становила 468 осіб/км².  Було 411 помешкання (197/км²).
Расовий склад населення:
| - 97,5 % — білих - 0,6 % — чорних або афроамериканців - 0,6 % — азіатів |

До двох чи більше рас належало 0,3 %. Частка іспаномовних становила 1,7 % від усіх жителів.
За віковим діапазоном населення розподілялося таким чином: 25,3 % — особи молодші 18 років, 58,5 % — особи у віці 18—64 років, 16,2 % — особи у віці 65 років та старші. Медіана віку мешканця становила 38,7 року. На 100 осіб жіночої статі у селищі припадало 93,7 чоловіків;  на 100 жінок у віці від 18 років та старших — 92,9 чоловіків також старших 18 років.
Середній дохід на одне домашнє господарство  становив 69 741 долар США (медіана — 59 500), а середній дохід на одну сім'ю — 77 046 доларів (медіана — 76 250). Медіана доходів становила 50 893 долари для чоловіків та 35 781 долар для жінок. За межею бідності перебувало 3,4 % осіб, у тому числі 4,5 % дітей у віці до 18 років та 0,0 % осіб у віці 65 років та старших.
Цивільне працевлаштоване населення становило 485 осіб. Основні галузі зайнятості: освіта, охорона здоров'я та соціальна допомога — 28,2 %, виробництво — 28,0 %, роздрібна торгівля — 7,8 %, мистецтво, розваги та відпочинок — 6,8 %.